# Dworzec autobusowy Haymarket (Leicester)
Dworzec autobusowy Haymarket - dworzec autobusowy linii miejskich, podmiejskich w mieście Leicester w Wielkiej Brytanii położony w centrum miasta obok centrum handlowego Haymarket przy ulicy Humberstone Gete. Dworzec został otwarty w 1994 r. Z dworca można korzystać z linii autobusowych m.in.: Arriva, First, Centrebus, Leicester Bus & Truck Services, Kinchbus.
Od stycznia 2015 r. do maja 2016 dworzec był zamknięty z powodu przebudowy i powstania nowego budynku dworca.

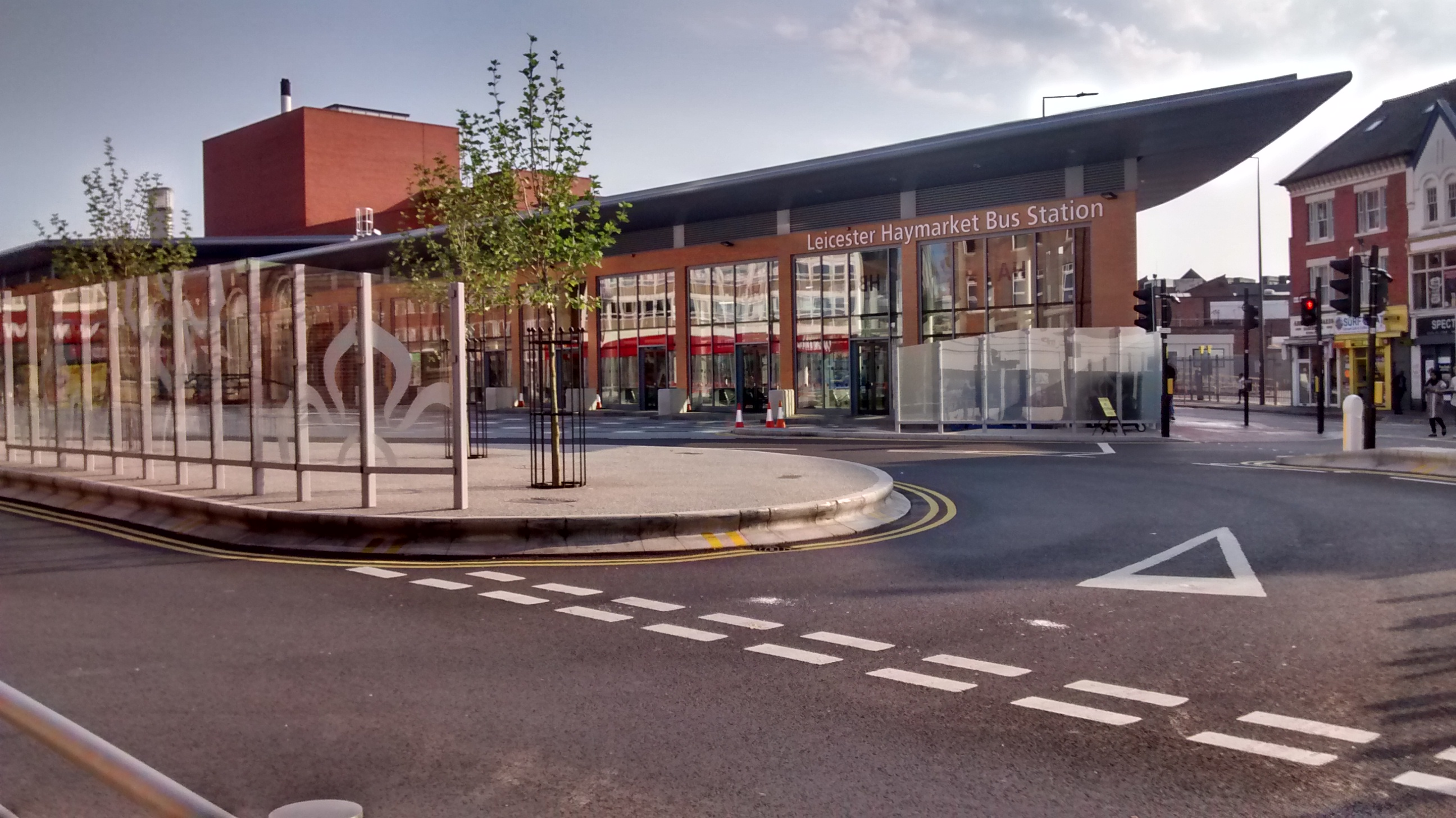
Dworzec od strony stanowisk autobusowych
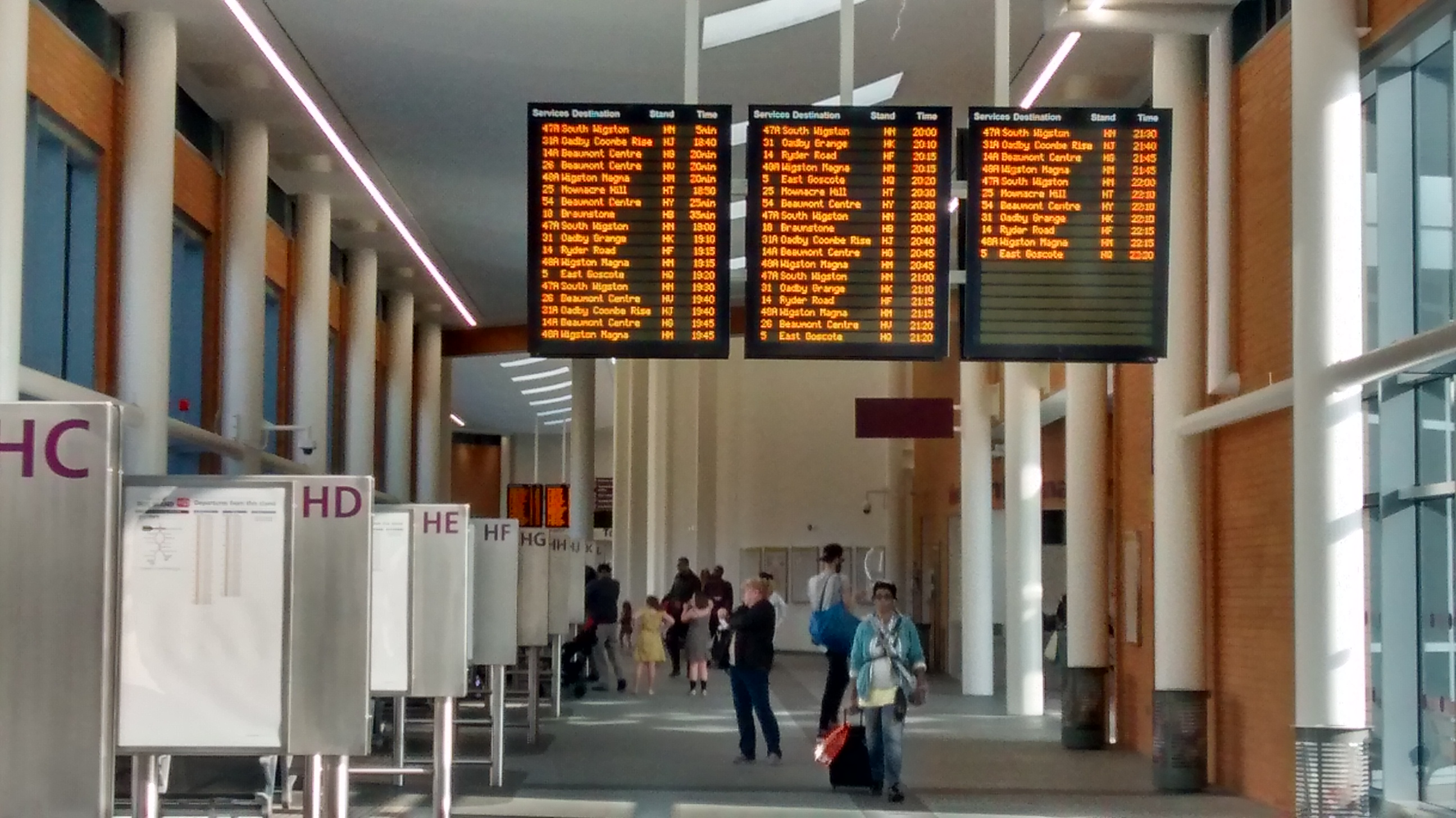
Dworzec Hymarket w środku
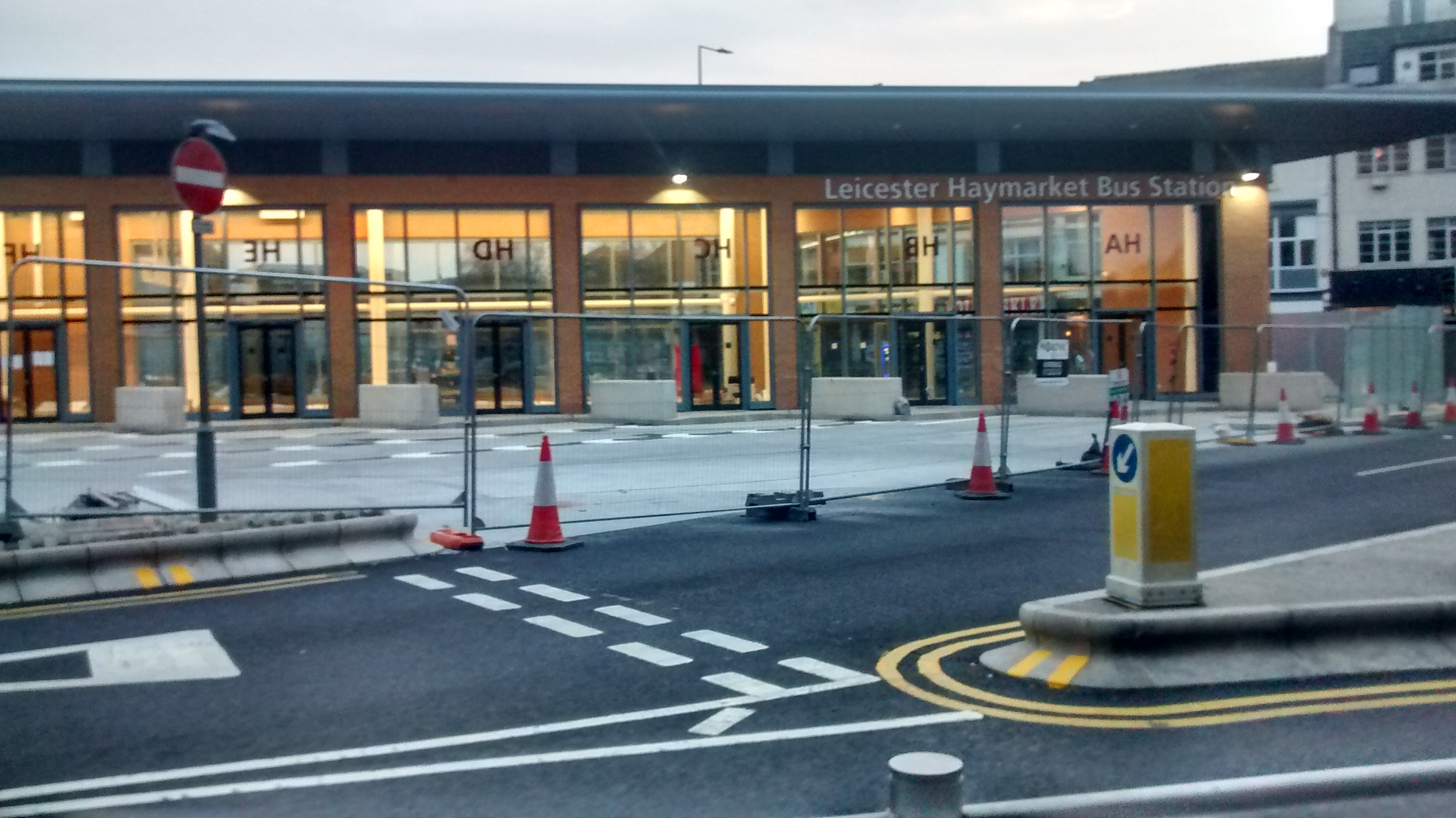
Dworzec przed ukończeniem budowy 2.04.2016
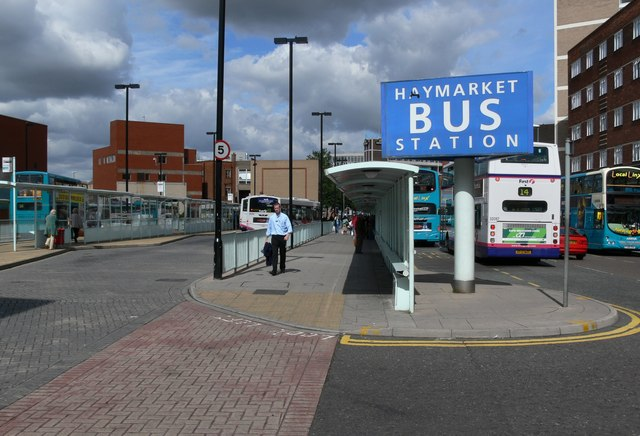
Dworzec przed przebudową